# Асунсан (Арроншиш)
Асунсан (порт. Assunção) — фрегезия (район) в муниципалитете Арроншиш округа Порталегре в Португалии.
Территория — 204,53 км². Население — 2 059 жителей. Плотность населения — 10,1 чел/км².